# Yo, Pierre Rivière, habiendo matado a mi madre, mi hermana y mi hermano...
Yo, Pierre Riviére, habiendo matado a mi madre, mi hermana y mi hermano... es una película francesa dirigida por René Allio y estrenada el año 1976, basada el libro de Michel Foucault con el mismo título, que se basó en unos sucesos ocurridos en Normandía en el siglo XIX.

## Argumento
René Allio se inspiró en un libro escrito por el filósofo Michel Foucault, publicado en 1973, que reúne los testimonios sobre el joven parricida. En la película, Pierre Rivière cuenta su vida. 
El 3 de junio de 1835, Pierre Riviere, un joven de veinte, con una hoz mata a su madre, su hermana y hermano en un pequeño pueblo de Normandía. Huye, se refugia en el bosque y después se va a la ciudad, donde nadie le reconoce. Finalmente fue detenido. En su celda, comenzó a escribir su autobiografía, en la que expone las razones de su crímenes guiados por Dios. Será condenado a muerte y posteriormente indultado por el rey. Se suicidó en su celda en 1840. 
El director recurrió a los lugareños de la región para interpretar a los personajes